# Association sportive bayonnaise (rugby à XV, féminines)
Ne doit pas être confondu avec Association sportive bayonnaise, le club omnisports.
Maillots
Actualités
L'Association sportive bayonnaise est un club féminin de rugby à XV, constituant l'une des sections du club omnisports de l'Association sportive bayonnaise, basé à Bayonne (Pyrénées-Atlantiques).
Il évolue en championnat d'Élite 2 lors de la saison 2024-2025.

## Historique

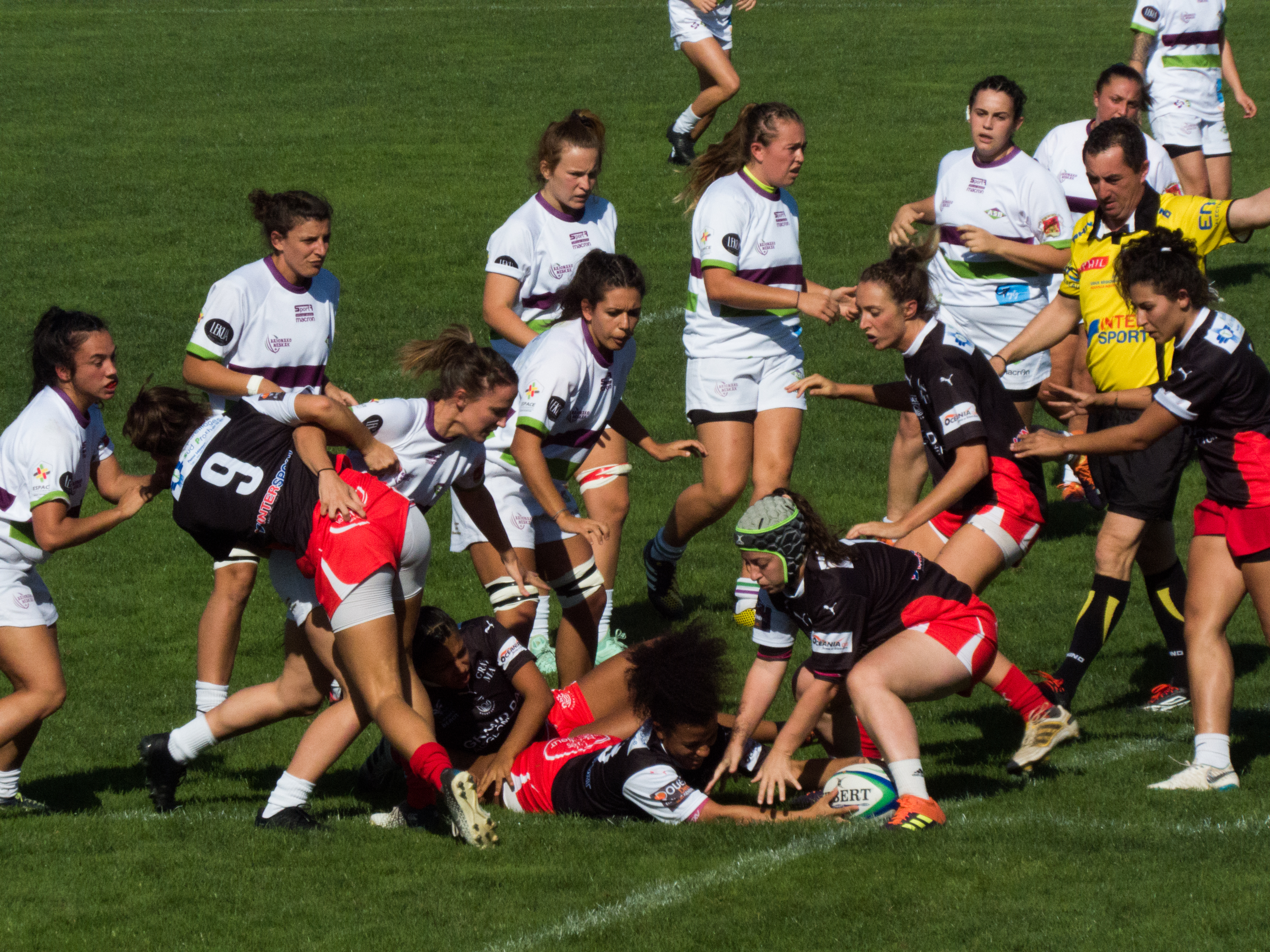
Rencontre entre la réserve de l'AS Bayonne et l'US Dax en 10 2019.

La section féminine de rugby à XV de l'AS Bayonne est créée en 1992.
Au terme de la saison 2007-2008, les Bayonnaises décrochent l'accession du club en 1re division.
En 2021, le club se rapproche du club professionnel local, l'Aviron bayonnais rugby pro, pour aider la section féminine à se développer et à se structurer.
En novembre 2021, le conseil d'administration de l'ASB, présidé par Gilles Peynoche, décide à l'unanimité (18 pour, une abstention) de déclarer forfait pour le reste de la saison d'Élite 1 féminine après la fronde des joueuses qui avaient refusé le 7 novembre de disputer leur match de Coupe de France face au Stade toulousain. Les joueuses déplorent leurs mauvaises conditions d'entraînement et le manque de moyens et d'effectif. La décision est entérinée par la Fédération le 1er décembre 2021.
En 2024, les Neskaks sont sacrées championnes de France de Fédérale 1 et remontent en Élite 2.
Pour sa saison de promu, l'ASB vise simplement le maintien. Jean-Michel Gonzalez prend ses distances avec le terrain pour devenir manager général. Contre toute attente, l'équipe entrainée par Yvan Abadie et Vincent Lesca se qualifie pour les demi-finales du championnat 2024-2025 (défaite face à Toulon).

## Palmarès
- Championnes de France d'Élite 2, challenge Armelle-Auclair en 2014 et 2017
- Championnes de France de Fédérale 1 en 2024

## Personnalités du club

### Joueuses internationales
- Sandrine Jauréguiberry
- Delphine Plantet
- Julie Pujol
- Camille Cabalou
- Céline Ferer
- Céline Héguy
- Pauline Bourdon
- Lauriane Lissar

### Entraîneurs
| Saison    | Manager                           | Entraineur                                  | Adjoints                           |
| --------- | --------------------------------- | ------------------------------------------- | ---------------------------------- |
| 2012-2016 |                                   | Jean-Michel Gonzalez                        |                                    |
| 2016-2018 | Jean-Michel Gonzalez              | Christophe Domingo et Jean-Matthieu Alcalde |                                    |
| 2018-2021 |                                   | Jean-Matthieu Alcalde                       | Samuel Dylbaitys et Vincent Corret |
| 2021-2022 | François Meyranx et Marc Dal Maso |                                             |                                    |
| 2022-2023 | Jean-Michel Gonzalez              |                                             |                                    |
| 2023-2024 | Jean-Michel Gonzalez              | Yvan Abadie et Vincent Lesca                |                                    |
| 2024-     | Jean-Michel Gonzalez              | Yvan Abadie et Vincent Lesca                |                                    |